# Funky State of Mind
Funky State of Mind – debiutancki album zespołu The Crackers wydany w 2006 roku.

## Lista utworów
1. Give Up the Funk (Funkadelia)
2. Trochę Funky
3. Dance to the Beat
4. Bliżej
5. Let's Have a Good Time
6. Take All You Want
7. Funky State of Mind
8. One Long Day
9. Our Party
10. Funky Lover
11. Try to Open Your Eyes